# Восставший из ада 3: Ад на земле
«Восставший из ада 3: Ад на Земле» (англ. Hellraiser III: Hell On Earth) — американский фильм ужасов 1992 года и третья часть серии Восставший из ада, сиквел фильма Восставший из ада 2.
Продолжение франшизы вышло спустя четыре года после выхода второй части. За тот промежуток времени, пока все поклонники «Восставшего из ада» ожидали третьей части культового фильма ужасов, молодой (на тот момент) режиссёр Энтони Хикокс создал не менее культовый «Музей восковых фигур» (1988), после снял его продолжение, а потом в 1992 году решил снять продолжение инфернального эпоса Клайва Баркера. В главных ролях снялись Дуглас Брэдли, Терри Фаррелл, Пола Маршалл и Кевин Бернхардт. 
У Эшли Лоуренс, снявшейся в двух предыдущих фильмах, есть эпизодическая роль. После событий Восставшего из ада 2, в котором демон заключен в статую, он воскрешает себя, поглощая жизненную силу несчастных людей. После превращения нескольких жаждущих власти молодых людей в новых сенобитов, Пинхед приходит в ярость, противостоя репортеру и духовному проявлению его доброй половины. 
Создатель серии фильмов Клайв Баркер повторил свою роль исполнительного продюсера, хотя до постпродакшна он в основном не участвовал. Это был первый фильм Восставший из ада, снятый за пределами Соединенного Королевства, и первый релиз Miramax под брендом Dimension Films. 
Прием фильма после выхода был немного получше, чем у предыдущего, и он собрал $12 миллионов долларов. Фильм стал предпоследним в серии, который вышел в кинотеатрах.

## Сюжет
Нью-Йорк. Молодой человек Джей Пи Монро приходит в галерею античного искусства «Пирамида». Здесь он видит гротескную скульптуру (Столб Душ), состоящую из переплетений человеческих тел. На одной из сторон видна Шкатулка Лемаршана и лицо Пинхеда. Странного вида человек, представившись владельцем, не торгуясь, продаёт скульптуру.
Делая репортаж в больнице, начинающая тележурналистка Джоуи становится свидетелем жуткой смерти молодого человека, которого доставили истекающего кровью и с обрывками цепей. Джоуи, влекомая шансом сделать хороший репортаж, решает во всём разобраться. Единственный человек, способный прояснить обстоятельства произошедшего — молодая девушка, которая находится в шоке и постоянно курит, но она ничего не может сказать, кроме того, что это произошло в бойлерной.
Джоуи по ночам мучают сны, в которых погибает её отец во время вьетнамской войны. В них она становится свидетельницей, как отряд её отца расстреливают вьетконговцы. Спасательный вертолёт, отправленный для эвакуации отряда, разворачивается, не приземлившись.
Джоуи выясняет, что в действительности «Бойлерная» — название ночного клуба, владельцем которого является Джей Пи. Не найдя там девушки, Джоуи оставляет визитки. Позже девушка, представившись Терри, связывается с ней. Она согласна рассказать всё, что знает взамен на возможность пожить у Джоуи. Терри приезжает к Джоуи, и приносит с собой шкатулку. Она поясняет, что цепи появились из шкатулки, шкатулка была вынута из скульптуры, а сама скульптура — куплена Джей Пи в Пирамиде.
На следующий день они отправляются в «Пирамиду», которая оказывается давно закрытой. Девушкам приходится пробираться туда через запасной вход. Выясняется, что экспонаты были доставлены в галерею с распродажи после закрытия института доктора Ченнарда. На одном из документов она с лёгкостью опознаёт изображение шкатулки. Джоуи заказывает видеозаписи бесед с Кёрсти Коттон из архива Больницы, и впоследствии получает их почтой. На них Кёрсти поясняет, что шкатулка открывается сама, повинуясь лишь интересам открывающего. Во время просмотра на секунду появляется изображение мужчины, который подтверждает её слова. Однако при перемотке ленты этого уже не происходит.
Джей Пи рассматривает скульптуру. Он заинтересован шумом, издаваемым из дыры, где ранее была шкатулка. Там оказывается крыса, которая впивается в него. Капли крови, попавшие на скульптуру, оживляет её, что вызывает восхищение Джей Пи. На следующий день, переместив скульптуру в спальню Джей Пи занимается сексом с очередной девушкой, после чего выгоняет её. Он становится свидетелем, как оживший Пинхед расправляется с девушкой, сделав её частью скульптуры. Пинхед предлагает Джей Пи стать своим помощником.
Джей Пи зовёт Терри к себе, планируя отдать её на растерзание Пинхеду. Терри является к нему, но её смущает наличие скульптуры в спальне. Кроме того, она замечает, что сама скульптура изменилась. Джей Пи нападает на девушку и пытается подтащить её к ожившему Пинхеду, но ей удаётся его оглушить. Она пытается убежать, но Пинхэд предлагает ей сделку: отдать ему Джей Пи, после чего она получит свободу и неограниченные наслаждения. После поглощения Джей Пи, Пинхед полностью оживает и выходит из статуи.
Тем временем к Джоуи приходит призрак капитана Эллиота Спенсера. Он говорит ей, что нашёл её благодаря снам об отце. Также он поясняет ей, что Пинхед хочет завладеть шкатулкой, так как она является единственной дверью в ад, куда его можно изгнать. Призрак просит Джоуи помочь побороть свою злую суть, заманив Пинхеда с помощью шкатулки в его мир.
Джоуи видит по телевизору репортаж о кровавой бойне, которую устроил Пинхед в «Бойлерной», и просит подъехать туда Дока, своего коллегу-оператора. Тот с недоверием соглашается. Выясняется, что телевизор, по которому она смотрела репортаж, не был подключен. Джоуи отправляется в «Бойлерную», но находит лишь груды изувеченных трупов. Появляется Пинхед. Девушка пытается спастись бегством, однако инфернальная вакханалия выходит на улицы города. Её преследуют сенобиты, в которых превратились некоторые из жертв бойни в «Бойлерной». Один из них — Док. Джоуи пытается укрыться в церкви, где она встречает пожилого священника. В этот момент в церкви появляется Пинхед. Священник оказывается бессилен перед Пинхедом. Взойдя на алтарь Пинхед скидывает с него распятие и, разведя руки в разные стороны, произносит «Я есть путь» (сокращённое свидетельство Иисуса Христа о Себе: «Я есть путь, и истина, и жизнь» (Иоан. 14:6)). Далее Пинхед берёт кусок своей окровавленной плоти и произносит «Это есть моё тело, это есть моя кровь, приходите на мою вечерю» (зловещий парафраз слов установления при Причастии) и с этим словами засовывает кусок в рот священника.
Джоуи бежит дальше и оказывается на стройплощадке, где её окружают сенобиты, в том числе бывшие Джей Пи и Терри. Джоуи успевает открыть шкатулку и изгоняет их. Однако журналистку ждёт другое испытание — она оказывается на месте гибели отца, где встречает его живого и невредимого. Отец говорит ей, что был в месте «где был белый свет», пока к нему не пришёл некто и не сказал, что его дочь справилась и может отдать то, что ей больше не нужно. Журналистка отдаёт ему шкатулку, однако отцом оказывается Пинхед. В этот момент появляется призрак капитана, который говорит, что, представившись отцом Джоуи, он тем самым вошёл в мир капитана. Начинается схватка призрака с Пинхедом, в результате которой призрак оказывается поглощён. Перед тем как Пинхед окончательно расправится с Джоуи, вырывается призрак и просит её применить шкатулку. Джоуи хватает шкатулку, которая к тому моменту начала превращаться в звезду Левиафана, и вонзает её в Пинхеда. После изгнания Пинхеда, Джоуи подбирает шкатулку и опускает её в незастывший бетон будущего фундамента.
Эпилог. Показывается достроенное офисное здание, интерьер которого украшен орнаментом, аналогичным тому, который на шкатулке.

## В ролях
- Даг Брэдли — Пинхэд, капитан Эллиот Спенсер
- Кевин Бернхардт — Джей Пи Монро
- Лоуренс Морторфф — Бам
- Терри Фаррелл — Джоан «Джоуи» Саммерскилл
- Кен Карпентер — Дэниэл «Док» Фишер, Камерахэд Сенобит
- Паула Маршалл — Терри
- Шарон Персивал — Бриттани
- Филип Хайланд — Бред
- Дэвид Янг — вышибала Билл
- Брент Болтхауз — Блейк Риган
- Питер Аткинс — бармен Рик, Барби Сенобит
- Питер Бойнтон — отец Джоуи
- Энтони Хикокс — солдат во Вьетнаме
- Джордж Ли — Боб
- Эме Ли — Сэнди
- Рон Норрис — вышибала Дуглас
- Эшли Лоренс — Кёрсти Коттон
- Клейтон Хилл — священник

## Производство
Бронзовая скульптура «Il Grande Disco», расположенная в Бэнк оф Америка Плаза (Шарлотта), прилегающая к зданию была показана в «Восставший из ада 3: Ад на земле» вместе со зданием в финальной сцене.
В записи саундтрека к фильму приняли участие многие известные группы. Группа Armored Saint в полном составе появляется в самом фильме.
Во время титров звучит песня Motörhead Hellraiser:
Hellraiser, In the thunder and heat 

Hellraiser, Rock you back in your seat 

Hellraiser, And I'll make it come true 

Hellraiser, I'll put a spell on you

## Саундтрек
- Motörhead — Hellraiser
- KMFDM — Divine Thing
- Armored Saint — Hanging Judge
- Material Issue — What Girls Want
- Tem Inch Men — Go With Me
- Electric Love Hogs — I Feel Like Steve
- House of Lords — Down, Down, Down
- Tin Machine — Baby Universal
- The Chainsaw Kittens — Waltzing With a Jaguar
- Triumph — Troublemaker